# Christopher Sims
Christopher Albert Sims (ur. 21 października 1942 w Waszyngtonie) – amerykański ekonomista, profesor ekonomii na Uniwersytecie w Princeton  zajmujący się badaniami makroekonomicznymi. 
W latach 1959–1963 studiował matematykę na Uniwersytecie Harvarda. Uzyskał stopień BA magna cum laude. W 1968 uzyskał stopień doktora w dziedzinie ekonomii. Wykładał na Uniwersytecie Harvarda, na Uniwersytecie Minnesoty, Uniwersytecie Yale, a od 1999 na Uniwersytecie w Princeton. Zajmuje się analizą związków między polityką ekonomiczną rządów i banków centralnych a zmiennymi makroekonomicznymi (PKB, inflacja, zatrudnienie, inwestycje).
W 2011 został, wraz z Thomasem Sargentem, uhonorowany Nagrodą Banku Szwecji im. Alfreda Nobla „za empiryczne badania nad przyczynami i skutkami w makroekonomii”.